# District de Gwanda

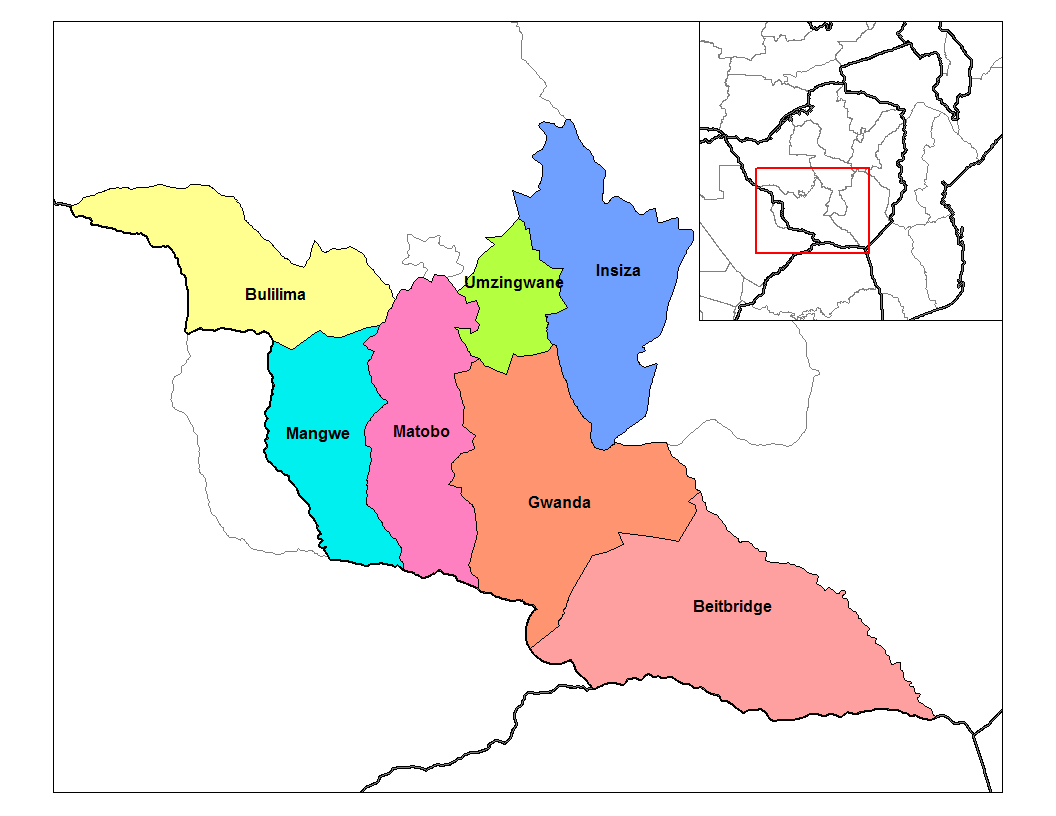
Carte des districts du Matabeleland méridional.

Le district de Gwanda est une subdivision administrative de second ordre de la province du Matabeleland méridional au Zimbabwe. Son centre administratif est Gwanda, la plus grande ville de la région.